# Francis Fessenden
Francis Fessenden (18 mars 1839 - 2 janvier 1906) est un avocat, politicien, et soldat de l'État du Maine qui sert comme général dans l'armée de l'Union pendant la guerre de Sécession. Il est un membre de la puissante famille de Fessenden, qui est importante dans la vie politique nationale au cours de la seconde moitié du XIXe siècle.

## Avant la guerre
Francis Fessenden naît à Portland, dans le Maine, au printemps de 1839. Il est le fils du sénateur américain William P. Fessenden et le frère de James Deering Fessenden, qui servira également comme général dans l'armée de l'Union. Un autre frère, Samuel, sera tué lors de la seconde bataille de Bull Run pendant la guerre. Deux oncles, Samuel C. Fessenden et T. A. D. Fessenden sont membres du congrès américain.
Il fréquente les écoles locales, puis est diplômé du Bowdoin College en 1858. Il étudie le droit à la Harvard Law School, passe son examen du barreau, et rejoint le cabinet d'avocats de son père.

## Guerre de Sécession
Après le déclenchement de la guerre de Sécession, Fessenden reçoit une commission de capitaine de l'armée régulière au sein du 19th U.S. Infantry nouvellement levé, le 14 mai 1861. Il passe une grande partie de l'année comme officier de recrutement, en aidant à lever des troupes supplémentaires.
En janvier 1862, il assume des fonctions d'officier de ligne dans l'armée du Cumberland, dans le Tennessee et est gravement blessé en avril 1862 lors de la bataille de Shiloh. Il devient colonel du 25th Maine Infantry et commande une brigade dans le cadre du XXII corps au sein des défenses de Washington, DC. Il épouse cette année-là Ellen Winslow, une fille d'Edward Fox de Portland.
En juillet 1863, la durée de son enrôlement dans les volontaires de l'armée de l'Union expire et il reprend son grade de capitaine du 19th U.S. Infantry dans l'armée régulière. En septembre, Fessenden est nommé colonel du 30th Maine Veteran Infantry.
Le 10 mai 1864, il est promu brigadier général et servi plus tard dans l'année au commandement d'une brigade de l'armée de Nathaniel P. Banks lors de la campagne de la Red River. Il participe à plusieurs batailles de cette campagne, y compris Sabine Crossroads, Pleasant Hill, et Monet's Ferry, où il dirige un important assaut au cours duquel il subit une grave blessure à la jambe qui nécessite l'amputation. Après sa convalescence, il est affecté à un service administratif pour le reste de la guerre, commandant diverses garnisons et des trains de ravitaillement.

## Après la guerre
À la suite de la fin de la guerre, Fessenden reste dans l'armée. Il siège dans la commission militaire qui supervise le procès des crimes de guerre d'Henry Wirz, qui est exécuté pour ses actions controversées en tant que commandant de la prison d'Andersonville en Géorgie. Il sert également en tant que président d'un tribunal militaire d'enquête. Il est promu major-général des volontaires le 19 novembre 1865, et reçoit le commandement de la première division du département de Virginie-Occidentale. Il est ensuite affecté au 1st Veteran Corps.
Il sert au bureau des réfugiés, des affranchis et des terres abandonnées en 1866. Il refuse une nomination comme lieutenant-colonel de la 45th U.S. Infantry en août 1866. Plus tard cette année-là, il est transféré dans le 28th U.S. Infantry au cours de la  réorganisation étendue de l'armée. Il prend sa retraite de l'armée régulière, le 1er novembre 1866 avec le grade de brigadier général. Fessenden revient ensuite chez lui à Portland et reprend sa carrière d'avocat. Il est élu maire de la ville en 1876. Il est républicain. Il écrit une biographie de son père, The Life and Services of  William Pitt Fessenden, qui est publiée en 1907.
Il est un compagnon de première classe de la commanderie du Maine de l'ordre militaire de la légion loyale des États-Unis - une association militaire pour les officiers qui ont servi dans l'Union pendant la guerre de Sécession. Le 28 octobre 1881, il est élu commandant de la commanderie du Maine. Il est également membre de la société générale des guerres coloniales.
Francis Fessenden décède à Portland, où il est enterré dans le cimetière d'Evergreen.